# 醉後大丈夫
是一部2009年美國喜劇電影，由陶德·菲利普斯執導，他與丹尼爾·葛伯格共同監製，強·盧卡斯和史考特·摩爾編劇。
故事圍繞著四名好友，描述他們在其一即將結婚前到拉斯維加斯舉辦男性單身派對，卻由于狂欢酗酒过度，将準新郎弄丟了的闹剧。主演有布萊德利·庫柏、艾德·赫姆斯、查克·葛里芬納奇、鄭肯、賈斯汀·巴薩、海瑟·葛拉罕和傑夫·泰爾等人。電影已於2009年6月5日美國首映，即獲得高度評價與賣座票房。

## 劇情
道格（Doug，賈斯汀·巴薩 飾）結婚前，與三個伴郎朋友菲爾（Phil，布萊德利·古柏 飾）、史都（Stu，艾德·赫姆斯 飾）和艾倫（Alan，查克·葛里芬納奇 飾）開車到拉斯維加斯舉辦單身派對。但三位伴郎隔天宿醉醒來，卻發現新郎不見了，而毫無頭緒的三人，得想辦法回想起昨夜發生何事，且把道格找出帶回洛杉磯進行婚禮。

## 演員
- 布萊德利·庫柏 飾 菲爾·溫奈克（Phil Wenneck）
- 艾德·赫姆斯 飾 史都·普萊斯（Stu Price）
- 查克·葛里芬納奇 飾 艾倫·嘉納（Alan Garner）
- 賈斯汀·巴薩 飾 道格·比林斯（Doug Billings）
- 海瑟·葛拉罕 飾 潔德（Jade）
- 傑夫·泰爾（英语：Jeffrey Tambor） 飾 席德·嘉納（Sid Garner）
- 萨莎·巴瑞斯 饰 特蕾西·加纳（Tracy Garner）
- 蕾切尔·哈里斯 饰 梅丽莎（Melissa）
- 郑肯 饰 莱斯利·周（Leslie Chow）
- 邁克·泰森 飾 本人
- 迈克·艾普斯 飾 黑道格（Black Doug）

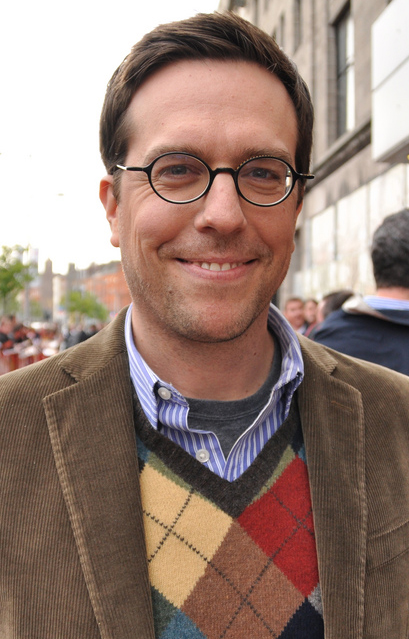
赫姆斯在電影首映現場

## 發行

### 行銷
電影行銷預算花費高達四千萬美元。

### 票房
美國上映當週戲院廳數3269家，共創下四千五百萬美元的票房佳績，擠下上週票房冠軍《天外奇蹟》的四千四百三十萬美元，且蟬連兩週票房冠軍，成為2009年票房黑馬。 創下美國影史限制級喜劇電影第三名的票房成績，僅次於《慾望城市》的五千六百萬美元與《美國派2》的四千五百萬。

### 評價
《醉後大丈夫》在爛番茄根據240篇專業評論，評定「新鮮度」79%，平均分數6.8/10，共識評價寫道：「憑藉巧妙的劇本和演員之間的搞笑互動，《醉後大丈夫》恰到好處地勾勒出粗俗幽默的基調，連綿不斷的笑聲掩蓋了任何缺陷。」。Metacritic則根據31篇評論，獲得平均73分（滿分100分）的分數。

### 獎項
- 金球獎－最佳音樂與喜劇類影片

## 外部連結
- 官方网站
- 互联网电影数据库（IMDb）上《醉後大丈夫》的资料（英文）
- Metacritic上《醉後大丈夫》的資料（英文）
- Box Office Mojo上《醉後大丈夫》的資料（英文）
- 爛番茄上《醉後大丈夫》的資料（英文）
- AllMovie上《醉後大丈夫》的资料（英文）

| 前任者： 天外奇蹟             | 2009年美國週末票房冠軍 6月7日－6月14日 | 繼任者： 愛情限時簽         |
| 前任者： 魔鬼終結者：未來救贖 | 2009年英國週末票房冠軍 6月14日         | 繼任者： 變形金剛：復仇之戰 |
| 前任者： 亡命快劫             | 2009年台北週末票房冠軍 6月21日         | 繼任者： 變形金剛：復仇之戰 |